# Yesterday
«Yesterday» és una famosa cançó composta per Paul McCartney i apareguda en l'àlbum Help! de The Beatles el 1965. Segons el Llibre Guinness dels rècords, Yesterday és la cançó més emesa per ràdio en tot el món. Continua sent popular avui dia i, amb 2.200 versions és una de les cançons més versionades de la història de la música enregistrada. McCartney ha comentat en diverses ocasions que considera aquesta cançó la millor de les seves composicions.
Yesterday fou la primera gravació del grup en què cantava un sol membre de la banda. És una balada sobre l'amor perdut i es diferencia notablement dels treballs anteriors de la banda; per això la resta dels membres no van acceptar llançar-la en un senzill al Regne Unit.
La cançó fou composta exclusivament per McCartney però, a causa de l'acord sobre les composicions del grup, als crèdits s'atribuïa a la parella "Lennon/McCartney". Anys després McCartney va intentar invertir l'ordre dels noms però no ho va fer davant les protestes de Yoko Ono, la vídua de John Lennon.
En l'enregistrament original de l'any 1965 als estudis d'Abbey Road va participar-hi el violoncelista català Francesc Gabarró.

## Composició i estructura
Aparentment senzilla, amb només McCartney tocant una guitarra saxona Epiphone Texan amb el suport d'un quartet de corda en un dels primers usos del Beatles de músics de sessió, "Yesterday" té dues seccions contrastades, que es diferencien en melodia i ritme, produint una sensació de varietat i un contrast adequat. La melodia principal és de set compassos de llargada, extremadament rara a les cançons populars, mentre que el pont, o "vuit mig", és la forma més estàndard de vuit compassos, sovint dues frases de quatre compassos combinades.
La primera secció ("Yesterday, all my troubles seemed so far away...") s'obre amb un acord de fa (s'omet la tercera part de l'acord), després passa a Mi m7 abans de procedir a La7 i llavors a Re menor. En aquest sentit, l'acord inicial és un esquer; tal com assenyala el musicòleg Alan Pollack, la tecla d'inici (fa major) té poc temps per establir-se abans d'«anar cap al re menor relatiu». Assenyala descobrir que aquesta diversió és un dispositiu compositiu utilitzat habitualment per Lennon i McCartney, que descriu com a «gratificació diferida».
| « | (anglès) As is often the case with the over-exposed war horses of any artsy genre, whether or not you "like" this song, there's some good reason why it became so over-exposed in the first place. (hint) It's a fine piece of work with something going for it in virtually every department: the unique arrangement, an attractive tune, even some asymmetrical phrasing and a couple of off-beat chord progressions. | (català) Com passa sovint amb els cavalls de guerra sobreexposats de qualsevol gènere artístic, tant si us agrada o no aquesta cançó, hi ha una bona raó per què es fes tan sobreexposada en primer lloc. (suggeriment) És una bona obra amb alguna cosa útil en pràcticament tots els departaments: l'arranjament únic, una melodia atractiva, fins i tot una mica de fraseig asimètric i un parell de progressions d'acords fora del temps. | » |

Segons Pollack, la segona secció ("Why she had to go I don't know...") és menys sorprenent musicalment sobre el paper del que sembla. Començant per Mi m7, la progressió harmònica es mou ràpidament per la major, re menor i (més a prop de fa major) si b♭, abans de resoldre's tornant a Fa major, i al final d'això, McCartney manté el F mentre les cordes baixen per resoldre's a la tecla d'inici per introduir la reformulació de la primera secció, abans d'una breu frase de tancament tararejada.
Pollack va descriure la composició com «veritablement inspirada», citant-la com un exemple de «l'estil [de Lennon i McCartney] per crear híbrids estilístics»; en particular, lloa la «tensió irònica que es genera entre els contingut sensibler del que toca el quartet i la naturalesa moderada i sòbria del mitjà en què es toca».
La tonalitat de la cançó és fa major (tot i que, com que McCartney va afinar la seva guitarra tot un pas per sota, tocava els acords com si estés en sol,) on la cançó comença abans de desviar-se cap a la tonalitat de re menor. És aquest ús freqüent del menor, i la progressió harmònica ii–V7 (acords Mi m i La7 en aquest cas) que hi porta, el que dona a la cançó la seva aura melancòlica. L'acord La7 és un exemple de dominant secundària, concretament un acord V/vi. L'acord Sol7 del pont és un altre dominant secundària, en aquest cas un acord V/V, però en lloc de resoldre-ho a l'acord esperat, com passa amb el La7 a Re m al vers, McCartney el segueix amb l'acord IV, un Si♭. Aquest moviment crea una línia descendent cromàtica de Do–Si–Si♭–La per acompanyar la lletra del títol.
L'arranjament de cordes reforça l'aire de tristesa de la cançó a la línia del violoncel que connecta les dues meitats del pont, en particular la "nota blava" setena al segon pas del pont (el mi♭ tocat després de la línia vocal "I don't know / she wouldn't say") i en el recorregut descendent de la viola que torna el pont als versos, imitada per la veu de McCartney a la segona passada del pont. Aquesta línia de viola, la frase "blava" del violoncel, el Si agut sostingut per el violí sobre el vers final i l'ús mínim del vibrato són elements de l'arranjament de cordes atribuïbles a McCartney més que a George Martin.

## Personal
Segons Mark Lewisohn i Ian MacDonald:
The Beatles
- Paul McCartney – vocalista, guitarra acústica

Músics i producció addicionals
- Tony Gilbert – violí
- Sidney Sax – violí
- Kenneth Essex – viola
- Peter Halling/Francesc Gabarró – violoncels
- George Martin – productor, arranjament de cordes
- Norman Smith – enginyer

## Guardons
Nominacions
- 1966: Grammy a la cançó de l'any
- 1966: Grammy a la gravació de l'any

## Versions i edicions
Llista de versions i albums amb Yesterday (Q202698).
| Registre                                    | Intèrpret          | Enregistrat                   | Producció                   | Temps | Àlbum                                         | Pista  | Publicat   | Segell              | Formats                                                                                  | Dades a Wikidata              |
| ------------------------------------------- | ------------------ | ----------------------------- | --------------------------- | ----- | --------------------------------------------- | ------ | ---------- | ------------------- | ---------------------------------------------------------------------------------------- | ----------------------------- |
| Yesterday (7″ single)                       | The Beatles        | juny-1965, Abbey Road Studios | George Martin               | 2:03  | Yesterday / I Should Have Known Better        | Cara A | 08-03-1976 | Parlophone          | 45 RPM 7" vinyl                                                                          | Modifica les dades a Wikidata |
| Yesterday (album)                           | The Beatles        | juny-1965, Abbey Road Studios | George Martin               | 2:03  | A Collection of Beatles Oldies – But Goldies! | A6     | 10-12-1966 | Parlophone          | LP record                                                                                | Modifica les dades a Wikidata |
| Yesterday (extended play release)           | The Beatles        | juny-1965, Abbey Road Studios | George Martin               | 2:03  | You're Going to Lose That Girl                | B2     | 05-01-1966 | Odeon Records       | 33 RPM 7" vinyl                                                                          | Modifica les dades a Wikidata |
| Yesterday (extended play release)           | The Beatles        | juny-1965, Abbey Road Studios | George Martin               | 2:03  | You're Going to Lose That Girl                | B2     | 05-01-1966 | Odeon Records       | 33 RPM 7" vinyl                                                                          | Modifica les dades a Wikidata |
| Yesterday (version, edition or translation) | The Beatles        | juny-1965, Abbey Road Studios | George Martin               | 2:03  | A Collection of Beatles Oldies – But Goldies! | A6     | 10-12-1966 | Parlophone          | LP record                                                                                | Modifica les dades a Wikidata |
| Yesterday (extended play)                   | The Beatles        | juny-1965, Abbey Road Studios | George Martin               | 2:03  | Yesterday                                     | A1     | 04-03-1966 | Parlophone          | 45 RPM 7" vinyl                                                                          | Modifica les dades a Wikidata |
| Yesterday (extended play)                   | The Beatles        | juny-1965, Abbey Road Studios | George Martin               | 2:03  | Yesterday                                     | A1     | 04-03-1966 | Parlophone          | 45 RPM 7" vinyl                                                                          | Modifica les dades a Wikidata |
| Yesterday (album release)                   | The Beatles        | juny-1965, Abbey Road Studios | George Martin               | 2:03  | Help!                                         | B6     | 06-08-1965 | Parlophone          | 33 RPM 12" vinyl                                                                         | Modifica les dades a Wikidata |
| Yesterday (single)                          | The Beatles        | juny-1965, Abbey Road Studios | George Martin               | 2:03  | Yesterday / Act Naturally                     | 1      | 13-09-1965 |                     | 7″ single                                                                                | Modifica les dades a Wikidata |
| Yesterday (single)                          | The Beatles        | juny-1965, Abbey Road Studios | George Martin               | 2:03  | Yesterday / Act Naturally                     | 1      | 13-09-1965 |                     | 7″ single                                                                                | Modifica les dades a Wikidata |
| Yesterday (album)                           | The Beatles        | juny-1965, Abbey Road Studios | George Martin, Phil Spector | 2:03  | 1                                             | 11     | 13-11-2000 | Apple Records       | vinyl record, direct-to-video, music streaming                                           | Modifica les dades a Wikidata |
| Yesterday (album)                           | The Beatles        | juny-1965, Abbey Road Studios | George Martin, Phil Spector | 2:03  | 1                                             | 11     | 13-11-2000 | Apple Records       | vinyl record, direct-to-video, music streaming                                           | Modifica les dades a Wikidata |
| Yesterday (album)                           | Matia Bazar        |                               | Aldo Stellita               |       | Gran Bazar                                    | A2     | 1977       | Ariston             | LP record, music streaming                                                               | Modifica les dades a Wikidata |
| Yesterday (single release)                  | The Beatles        | juny-1965, Abbey Road Studios | George Martin               | 2:04  | Yesterday / Act Naturally                     | A      | 13-09-1965 | Capitol Records     | 45 RPM 7" vinyl                                                                          | Modifica les dades a Wikidata |
| Yesterday (single)                          | Jackie Edwards     |                               |                             |       | Keep on Running / Yesterday                   | Cara B | 1966       |                     |                                                                                          | Modifica les dades a Wikidata |
| Yesterday (7″ single)                       | Jackie Edwards     |                               |                             |       | Keep on Running / Yesterday                   | Cara B | 1966       | WIRL                | 45 RPM 7" vinyl                                                                          | Modifica les dades a Wikidata |
| Yesterday (album)                           | The Beatles        | juny-1965, Abbey Road Studios | George Martin               | 2:03  | Help!                                         | 13     | 06-08-1965 | Parlophone          | compact disc, compact cassette, 8-track tape, LP record, music download, music streaming | Modifica les dades a Wikidata |
| Yesterday (album)                           | The Beatles        | juny-1965, Abbey Road Studios | George Martin               | 2:03  | Help!                                         | 13     | 06-08-1965 | Parlophone          | compact disc, compact cassette, 8-track tape, LP record, music download, music streaming | Modifica les dades a Wikidata |
| Yesterday (7″ single)                       | The Beatles        | juny-1965, Abbey Road Studios | George Martin               | 2:03  | Yesterday / I Should Have Known Better        | Cara A | 08-03-1976 | Parlophone          | 45 RPM 7" vinyl                                                                          | Modifica les dades a Wikidata |
| Yesterday (album)                           | The Beatles        | juny-1965, Abbey Road Studios | George Martin               | 2:03  | A Collection of Beatles Oldies                | 06     | 10-12-1966 | Parlophone          | LP record                                                                                | Modifica les dades a Wikidata |
| Yesterday (album)                           | The Beatles        | juny-1965, Abbey Road Studios | George Martin               | 2:03  | A Collection of Beatles Oldies                | 06     | 10-12-1966 | Parlophone          | LP record                                                                                | Modifica les dades a Wikidata |
| Yesterday (version, edition or translation) | The Beatles        | juny-1965, Abbey Road Studios | George Martin               | 2:03  | A Collection of Beatles Oldies – But Goldies! | A6     | 10-12-1966 | Parlophone          | LP record                                                                                | Modifica les dades a Wikidata |
| Yesterday (album release)                   | The Beatles        | juny-1965, Abbey Road Studios | George Martin               | 2:03  | Help!                                         | B6     | 06-08-1965 | Parlophone          | 33 RPM 12" vinyl                                                                         | Modifica les dades a Wikidata |
| Yesterday (album)                           | The Beatles        | juny-1965, Abbey Road Studios | George Martin               | 2:03  | A Collection of Beatles Oldies                | 06     | 10-12-1966 | Odeon Records       | LP record                                                                                | Modifica les dades a Wikidata |
| Yesterday (album)                           | The Beatles        | juny-1965, Abbey Road Studios | George Martin               | 2:03  | A Collection of Beatles Oldies                | 06     | 10-12-1966 | Odeon Records       | LP record                                                                                | Modifica les dades a Wikidata |
| Yesterday (single)                          | Marianne Faithfull | 1965                          |                             |       | Yesterday / Oh Look Around You                | A      | 22-10-1965 | Decca Records       | 45 RPM 7" vinyl                                                                          | Modifica les dades a Wikidata |
| Yesterday (single)                          | Marianne Faithfull | 1965                          |                             |       | Yesterday / Oh Look Around You                | A      | 22-10-1965 | Decca Records       | 45 RPM 7" vinyl                                                                          | Modifica les dades a Wikidata |
| Yesterday (single)                          | The Beatles        | juny-1965, Abbey Road Studios | George Martin               | 2:03  | Yesterday / I Should Have Known Better        | Cara A | 08-03-1976 |                     |                                                                                          | Modifica les dades a Wikidata |
| Yesterday (single)                          | The Beatles        | juny-1965, Abbey Road Studios | George Martin               | 2:03  | Yesterday / I Should Have Known Better        | Cara A | 08-03-1976 |                     |                                                                                          | Modifica les dades a Wikidata |
| Yesterday (album)                           | Marianne Faithfull | 1965                          |                             |       | Love in a Mist                                | A1     | 02-03-1967 | Decca Records       | music streaming, 33 RPM 12" vinyl                                                        | Modifica les dades a Wikidata |
| Yesterday (album)                           | Marianne Faithfull | 1965                          |                             |       | Love in a Mist                                | A1     | 02-03-1967 | Decca Records       | music streaming, 33 RPM 12" vinyl                                                        | Modifica les dades a Wikidata |
| Yesterday (extended play)                   | The Beatles        | juny-1965, Abbey Road Studios | George Martin               | 2:03  | You're Going to Lose That Girl                | 4      | 05-01-1966 |                     | 7" EP                                                                                    | Modifica les dades a Wikidata |
| Yesterday (extended play)                   | The Beatles        | juny-1965, Abbey Road Studios | George Martin               | 2:03  | You're Going to Lose That Girl                | 4      | 05-01-1966 |                     | 7" EP                                                                                    | Modifica les dades a Wikidata |
| Yesterday (album)                           | The Beatles        | juny-1965, Abbey Road Studios | George Martin               | 2:04  | Yesterday and Today                           | A5     | 20-06-1966 | Capitol Records     | LP record                                                                                | Modifica les dades a Wikidata |
| Yesterday (album)                           | The Beatles        | juny-1965, Abbey Road Studios | George Martin               | 2:04  | Yesterday and Today                           | A5     | 20-06-1966 | Capitol Records     | LP record                                                                                | Modifica les dades a Wikidata |
| Yesterday (album)                           | The Beatles        | juny-1965, Abbey Road Studios | George Martin               | 2:03  | A Collection of Beatles Oldies                | 06     | 10-12-1966 | Capitol Records     | LP record                                                                                | Modifica les dades a Wikidata |
| Yesterday (album)                           | Jackie Edwards     |                               |                             |       | Come On Home                                  | 05     | 1965       | Island Records      |                                                                                          | Modifica les dades a Wikidata |
| Yesterday (album)                           | The Beatles        | juny-1965, Abbey Road Studios | George Martin               | 2:03  | A Collection of Beatles Oldies                | 06     | 10-12-1966 | Capitol Records     | LP record                                                                                | Modifica les dades a Wikidata |
| Yesterday (album)                           | The Beatles        | juny-1965, Abbey Road Studios | George Martin               | 2:04  | Yesterday and Today                           | A5     | 20-06-1966 | Capitol Music Group | LP record                                                                                | Modifica les dades a Wikidata |
| Yesterday (album)                           | The Beatles        | juny-1965, Abbey Road Studios | George Martin               | 2:04  | Yesterday and Today                           | A5     | 20-06-1966 | Capitol Music Group | LP record                                                                                | Modifica les dades a Wikidata |
| Yesterday (album)                           | The Beatles        | juny-1965, Abbey Road Studios | George Martin               | 2:03  | A Collection of Beatles Oldies – But Goldies! | A6     | 10-12-1966 | Parlophone          | LP record                                                                                | Modifica les dades a Wikidata |
| Yesterday (album)                           | The Beatles        | juny-1965, Abbey Road Studios | George Martin               | 2:03  | 1962–1966                                     | B6     | 02-04-1973 | Apple Records       | music streaming, 2 × LP                                                                  | Modifica les dades a Wikidata |
| Yesterday (album)                           | The Beatles        | juny-1965, Abbey Road Studios | George Martin               | 2:03  | 1962–1966                                     | B6     | 02-04-1973 | Apple Records       | music streaming, 2 × LP                                                                  | Modifica les dades a Wikidata |
| Yesterday (single release)                  | The Beatles        | juny-1965, Abbey Road Studios | George Martin               | 2:04  | Yesterday / Act Naturally                     | A      | 13-09-1965 | Capitol Records     | 45 RPM 7" vinyl                                                                          | Modifica les dades a Wikidata |
| Yesterday (album)                           | Marianne Faithfull | 1965                          |                             |       | Go Away from My World                         | A2     | des-1965   | London Records      | LP record                                                                                | Modifica les dades a Wikidata |
| Yesterday (album)                           | Marianne Faithfull | 1965                          |                             |       | Go Away from My World                         | A2     | des-1965   | London Records      | LP record                                                                                | Modifica les dades a Wikidata |

∑ 46 items.

## Llistes i certificacions

### Llistes setmanals
| Gràfic (1965)                                     | Màxima posició |
| ------------------------------------------------- | -------------- |
| Alemanya Federal Media Control Llista de senzills | 6              |
| Austràlia (Kent Music Report)                     | 2              |
| Àustria (Ö3 Austria Top 40)                       | 10             |
| Bèlgica (Ultratop 50 Flandes)                     | 1              |
| Canadà Top Singles (RPM)                          | 4              |
| Dinamarca (Salgshitlisterne Top 20)               | 7              |
| Finlàndia (Suomen virallinen lista)               | 1              |
| Itàlia (Musica e Dischi)                          | 15             |
| Païssos Baixos (Single Top 100)                   | 1              |
| Nova Zelanda (Lever Hit Parade)                   | 2              |
| Noruega (VG-lista)                                | 1              |
| Suècia (Kvällstoppen)                             | 1              |
| Suècia (Tio i Topp)                               | 1              |
| US Billboard Hot 100                              | 1              |
| US Cash Box Top 100                               | 1              |

| Gràfic (1976)                               | Màxima posició |
| ------------------------------------------- | -------------- |
| Austràlia (Kent Music Report)               | 86             |
| Païssos Baixos (Single Top 100)             | 26             |
| Irlanda (IRMA)                              | 4              |
| UK Singles (OCC)                            | 8              |
| Chart (2010)                                | Peak position  |
| Espanya (PROMUSICAE)                        | 44             |
| Polònia (Polònia Airplay Top 100)           | 5              |
| Gràfic (2019)                               | Màxima posició |
| US Hot Rock & Alternative Songs (Billboard) | 14             |

### Gràfic de final d'any
| Gràfic (1965) | Màxima posició |
| ------------- | -------------- |
| US Cash Box   | 68             |

### Certificacions i vendes
| País                       | Certificació | Vendes    |
| -------------------------- | ------------ | --------- |
| Dinamarca (IFPI Dinamarca) | Or           | 45.000 +  |
| Espanya (MUSICAE)          | Platí        | 60.000 +  |
| Estats Units (RIAA)        | Or           | 500.000 + |
| França (SNEP)              | -            | 75.000 +  |
| Itàlia (FMI)               | Or           | 25.000 +  |
| Portugal (AFP)             | Or           | 20.000 +  |
| Regne Unit (BPI)           | Platí        | 600.000 + |